# Elmira Arikan
Robabeh Elmira Freja Arikan, född 30 juli 1984 i Istanbul i Turkiet, är en svensk skådespelare och dramatiker.

## Biografi
Elmira Arikan studerade teater på Angeredsgymnasiet, i samma klass som Sofia Pekkari. Efter gymnasiet spelade de båda i Angereds teaters uppsättning 100 000 skattefritt, som Arikan var med och skrev manus till. Därefter har hon spelat på bland annat Riksteatern, Folkteatern i Göteborg och Dramalabbet.[källa behövs] Hon har studerat filmmanus på Stockholms Dramatiska Högskola.

## Filmografi
- 2002 – Farbror Franks resa (kortfilm)
- 2005 – Uttagningen (kortfilm)
- 2006 – Utsatt (kortfilm)
- 2008 – Åkalla (TV-serie)
- 2008 – Dorothy (kortfilm)
- 2009 – Mammut
- 2012 – Cockpit
- 2012 – Hamilton – Men inte om det gäller din dotter
- 2015 – Beck – Rum 302
- 2015 – Beck – Familjen
- 2015 – Beck – Invasionen
- 2015 – Beck – Sjukhusmorden
- 2016 – Beck – Steinar
- 2016 – Beck – Vägs ände
- 2017 – Syrror (TV-serie)
- 2018 – Beck – Ditt eget blod
- 2018 – Beck – Den tunna isen
- 2018 – Beck – Utan uppsåt
- 2018 – Beck – Djävulens advokat
- 2021 – Beck – Utom rimligt tvivel
- 2021 – Beck – Döden i Samarra
- 2021 – Beck – Den förlorade sonen
- 2021 – Huss (TV-serie)
- 2021 – Beck – Ett nytt liv
- 2022 – Beck – Rage Room
- 2022 – Beck – 58 minuter
- 2022 – Beck – Den gråtande polisen
- 2022 – Vuxna människor (TV-serie)
- 2022 – Försvunna människor (TV-serie)
- 2022 – Beck – Dödsfällan
- 2023 – Beck – Quid Pro Quo
- 2023 – Beck – Inferno
- 2023 – Beck – Dödläge
- 2024 – I dina händer (TV-serie)
- 2024 – Helikopterrånet (TV-serie)
- 2024 – Beck – Vilhelm
- 2025 – Beck – Den osynlige mannen

## Teater

### Roller (ej komplett)
| År   | Roll  | Produktion                        | Regi                      | Teater                                        |
| ---- | ----- | --------------------------------- | ------------------------- | --------------------------------------------- |
| 2005 |       | 100 000 skattefritt               |                           | Angereds teater                               |
| 2006 |       | Utvandrarna Vilhelm Moberg        | Farnaz Arbabi             | Riksteatern/ Regionteatern Blekinge Kronoberg |
| 2008 |       | Allt blir bättre                  |                           | Regionteater Väst                             |
| 2008 |       | Nordost                           |                           | Folkteatern i Göteborg                        |
| 2008 |       | Måsen                             |                           | Backa Teater                                  |
| 2008 |       | Mot väggen                        |                           | Riksteatern                                   |
| 2009 |       | Aktualiteter                      |                           | Dramalabbet                                   |
| 2017 | Ester | Frontens gryningsfärg Mustafa Can | Astrid Tobieson Menasanch | Kulturhuset Stadsteatern                      |

### Fotnoter
1. 1 2  ”Elmira Arikan”. Svensk Filmdatabas. http://www.sfi.se/sv/svensk-filmdatabas/Item/?type=PERSON&itemid=296793&ref=%2ftemplates%2fSwedishFilmSearchResult.aspx%3fid%3d1225%26epslanguage%3dsv%26searchword%3dElmira+Arikan%26type%3dPerson%26match%3dBegin%26page%3d1%26prom%3dFalse. Läst 24 september 2012.